# Råzone
Råzone (engelsk titel: Life Hits) er en dansk film fra 2006, med manuskript og instruktion Christian E. Christiansen.

## Medvirkende
- Laura Christensen - Christina
- Stephanie Leon - Cecilie
- Julie Ølgaard - Trine
- Sara Møller Olsen - Pernille
- Cyron Bjørn Melville - Nikolaj
- Mette Riber Christoffersen - Anja
- Murad Mahmoud - Shaid
- Henrik Birch - Christinas far
- Neel Rønholt - Lise
- Hans Henrik Voetmann - Clausen
- Sarah Boberg - Lene
- Lisbet Djernæs - Nete
- Henrik Larsen - Lønnerup
- Niels Nørløv Hansen - Lærer